# Spartaco Bandinelli
Spartaco Bandinelli   (Velletri, 27 de març de 1921 - Velletri, 17 de febrer de 1997) va ser un boxejador italià que va competir durant les dècades de 1930 i 1940.
El 1948 va prendre part en els Jocs Olímpics d'Estiu de Londres, on guanyà la medalla dem plata en la categoria del pes mosca del programa de boxa. En la final va perdre contra l'argentí Pascual Nicolás Pérez. En el seu palmarès també destaca el campionat nacionals amateurs de 1948. Mai passà al professionalisme.